# Peter Straughan
Peter Straughan, född 1968, är en brittisk dramatiker och manusförfattare. Vid Oscarsgalan 2025 vann han en Oscar för bästa manus efter förlaga för filmen Konklaven.

## Filmografi (i urval)
- 2008 – Hopplös och hatad av alla
- 2009 – The Men Who Stare at Goats
- 2011 – Tinker Tailor Soldier Spy
- 2014 – Frank
- 2017 – Snömannen
- 2024 – Konklaven